# جوزيف كيفان
جوزيف كيفان (بالإنجليزية: Joseph Kevan)‏ (13 سبتمبر 1855 - 9 ديسمبر 1891) هو لاعب كريكت بريطاني (وحمل سابقاً جنسية المملكة المتحدة لبريطانيا العظمى وأيرلندا).